# Гусман, Хайме
Хайме Хорхе Гусман Эррасурис (28 июня 1946 — 1 апреля 1991) — чилийский политический и общественный деятель, профессор конституционного права. Близкий соратник генерала Аугусто Пиночета, в годы военной диктатуры которого являлся одним из главных идеологов его режима. Один из авторов Конституции Чили 1980 года, основатель коалиции «Альянс за Чили» и партии «Независимый демократический союз».
В 1960-е годы Гусман решительно выступал против проводимых ХДП реформ по либерализации и автономному статусу университетов, став организатором альтернативных КУТ профсоюзов правого толка, впоследствии объединившихся в гремиалистское движение. Будучи активным антикоммунистом, он был ярым критиком президента Сальвадора Альенде и поддерживал контакты с неофашистской террористической организацией «Патриа э либертад».
Являясь идеологом военной диктатуры, Гусман придерживался национал-консервативных и неолиберальных взглядов, сыграв важную роль в проводимых военной хунтой преобразованиях, но организованная им кампания «ДА» в поддержку сохранения власти Пиночета потерпела поражение на референдуме 1988 года. Во время переходного периода был избран в Сенат Чили (проиграв по голосам избирателей Рикардо Лагосу, но получив мандат благодаря разработанной при его активном участии биномиальной избирательной системе).
1 апреля 1991 года был убит в результате покушения, осуществлённого членами ПФМР.

## Ранний период жизни
Гусман родился в Сантьяго в семье Хорхе Гусмана Рейеса, спортивного директора Католического университета и Кармен Эррасурис Эдвардс, туристического агента, работавшего в Европе. Мать Гусмана имела знатное происхождение, члены семей Эррасурис и Эдвардс на протяжении двух столетий имеют финансовое и политическое влияние, выходцы из семьи Эррасурис четырежды были президентами Чили. У него также было две сестры: Росарио и Мария Исабель, с которыми он провёл раннее детство у своего деда по материнской линии, консервативного сенатора Максимиано Эррасуриса Вальдеса.
Учился в Коллегиуме Святых Сердец в Сантьяго с 1951 по 1962 год, окончив его в возрасте 15 лет. Проявил ранний интерес к литературе и продемонстрировал сильные лидерские качества, в выпускном классе заинтересовался политикой. На формирование его личности повлиял учитель и священник Освальдо Лира.
В 1962 году Гусман отправился в Европу. Особенно он был восхищён Испанией и режимом Франсиско Франко. Гусман комплиментарно писал о Франко, осуждая причисление его к диктаторам, поскольку, по мнению Гусмана, приход франкистов к власти был легитимизирован народом.
Гусман хотел стать священником или преподавателем философии, но из-за давления матери в 1963 году в возрасте 16 лет поступил на факультет права в Католическим университете Чили, который он окончил в 1968 году с высшим отличием. Он был награжден стипендией монсеньора Карлоса Касануэвы как лучший ученик в своём классе.

## Период молодежной политической активности

### Поддержка Хорхе Алессандри Родригеса
С 12 лет Гусман начал восхищаться деятельностью Хорхе Алессандри, что во многом предопределило его политические интересы. В 1967 году Гусман лично познакомился с Алессандри и у них завязалась близкая дружба. На выборах 1970 года он участвовал в президентской кампании Алессандри в качестве лидера молодежного крыла его политического движения.
В конечном итоге Гусман перешел к идеям неолиберальной экономической политике, поддерживаемой «Чикаго-бойз», и дистанцировался от Алессандри, став ближе к идеям Пиночета и его министра Серхио Фернандеса.

### Сопротивление захвату Папского университета
В 1966 году Гусман был избран вице-президентом Студенческого центра юридического факультета, а в следующем году он был избран президентом, где ему пришлось столкнуться акцией по захвату Центрального дома Католического университета, которая произошла 11 августа 1967 года под руководством президента студенческого союза Мигеля Анхеля Солара. Солара был лидером сторонников университетской реформы, одним из главных постулатов которой было обязательство университета к социальным изменениям, которые постепенно становились приверженностью революции, требуя отставки ректора университета, архиепископа Альфредо Сильвы Сантьяго, и большей демократизации в иерархии университета. Гусман возглавил сопротивление захвату и выразил свою поддержку руководству университета, а также раскритиковал реформистов за то, что они стремились «политизировать» ситуацию в пользу Христианско-демократической партии. Хотя ему не удалось переломить ситуацию, позже он выдвинул свою кандидатуру на пост президента студенческого союза, что позволило ему консолидировать в университете профсоюзное движение, созданное в марте 1967 года на юридическом факультете.

### Основание гремиалистского движения
Во время учебы в университете Гусман основал консервативное Университетское Гремиалистское движение, которое в 1968 году стало председательствовать в студенческом союзе Папского католического университета Чили. Движение сохраняло практически непрерывное лидерство в студенческом союзе до 2009 года, когда левая группа Новая университетская группа (NAU) стала большинством. Движение гремиалистов быстро распространилось на основные университеты Чили.
Для этого движения была характерна защита автономии общественных организаций таких как университеты посредством отвержения политического и идеологического влияний, чуждых их собственным целям. Общественные организации должны были представлять собой аполитичные посреднические организаций, находящиеся между государством и людьми.
Одним из центральных принципов гремиализма был католический принцип субсидиарности, особенно в отношении университетских отношений с государством. В своей работе «Личные сочинения» Гусман утверждал, что основной целью посреднических обществ является улучшение их деятельности и удовлетворение требований, связанных только с их областью, поэтому они не могут высказывать свое мнение, дискутировать и вмешиваться в области, которые им не соответствуют.
Однако Гусман утверждал, что лидеры профсоюзов и промежуточных органов не обязательно должны быть аполитичными, что позволяет им занимать политическую позицию или воинственную позицию, если она не является «тоталитарной» (по его мнению, фашистской или марксистской). Данную идею он в будущем положит в основание защиты профсоюзных лидеров - членов Независимого демократического союза, поскольку он считал, что это единственная политическая партия, которая уважает роль промежуточных обществ.
По данным тайной полиции ДИНА, Гусман входил в фашистско-националистическую военизированную группировку «Родина и свобода», хотя, согласно тем же данным, он демонстрировал «неприятие национализма». На вопрос ДИНА Гусман ответил: «Чтобы победить марксизм, я смог объединиться с фашизмом, и последний является той опасностью, которая должна быть побеждена сегодня».

## Роль в становлении диктатуры
После военного переворота 1973 года Гусман стал доверенным советником генерала Аугусто Пиночета и влиятельным политиком в Чили. Всего через два дня после переворота Гусману было поручено изучить вопрос создания новой конституции. 26 сентября 1973 года была сформирована комиссия по разработке новой конституции Чили, поскольку это было одним из оснований, на которых хунта оправдывала свои действия: восстановить разрушенную институциональность. Гусман позже присоединился к данной комиссии, названной комиссией Эртузара, по имени ее председателя, юриста Энрике Ортузара. В рамках этой комиссии Гусман стал главным создателем новой Конституции, в текст которой он добавил вопросы субсидиарности, абортов, смертной казни и прав человека. Эта комиссия провела 417 заседаний, на которых были разработаны и исправлены статьи и кодексы, которые должны были закрепить Конституцию.
После участия в комиссии по разработке Конституции Хайме Гусман посвятил большую часть своего времени идеологическому и организационному развитию движения гремиалистов.
Хотя Гусман никогда не занимал официальную должность при военной диктатуре Пиночета, он оставался одним из ближайших соратников, играя важную идеологическую роль. Он участвовал в подготовке важных речей Пиночета и часто давал политические и доктринальные советы и консультации. Гусман был ключевым участником подготовки Чакарильясской речи Пиночета 1977 года, которая стала одним из основополагающих идеологических текстов военного режима.
В 1975 году Гусман основал Молодежный фронт национального единства, объединивший молодых сторонников Пиночета, а в 1983 году — политическую партию «Независимый демократический союз», президентом которой он был с 1983 по 1987 год. В рамках партийной деятельности Гусман заложил основы социального консерватизма, защиты военной диктатуры, неолиберализма и стратегии завоевания поддержки в народных кругах. С 1983 по 1989 год он был членом консультативной комиссии по разработке конституционных органических законов и в то же время отвергал любые реформы Конституции, какими бы минимальными они ни были.
Гусман выражал «негативное мнение» о директоре Национального разведывательного управления Мануэле Контрерасе, что привело к различным «неудобствам и трудностям» для него. В секретном меморандуме 1976 года Национальное разведывательное управление назвало Гусмана умным и манипулятивным субъектом. В том же документе утверждалось, что Гусман манипулировал Пиночетом и в конечном итоге стремился отстранить его от власти, чтобы он возглавил собственное правительство в сотрудничестве с Хорхе Алессандри. Национальное разведывательное управление шпионило за Гусманом и следило за его повседневной деятельностью.

## Сенаторство
После возвращения Чили к демократии Гусман баллотировался на выборах в законодательные органы. В 1990 году он был избран сенатором на 4 года, набрав 17% голосов и заняв третье место, опередив будущего президента, левого политика Рикардо Лагоса, несмотря на то что тот набрал 30%, поскольку по действовавшей на тот момент биноминальной избирательной системе, список партийного альянса от которого выдвигался Лагос не удвоил количество голосов по сравнению со вторым по популярности списком. По данным опроса, проведенного в марте 1991 года Центром изучения современной действительности (CERC), Гусман считался важнейшей фигурой в оппозиции левым и одним из наиболее критичных по отношению к новой власти, обвиняя ее, в том числе, в недостаточной жесткости в борьбе с левым экстремизмом.
Одновременно с сенаторством Гусман продолжал работать с 1962 года профессором теории и конституционного права на юридическом факультете Католического университета Чили до своей смерти. Он был известен своими обширными знаниями в области схоластики.

## Убийство
1 апреля 1991 года в 18:27 Гусман был застрелен, когда выходил из Католического университета, после окончания занятий по конституционному праву. Убийство совершили члены крайне левого городского партизанского движения «Патриотический фронт Мануэля Родригеса» (FPMR), Рикардо Пальма Саламанка и Рауль Эскобар Поблете. Однако считается, что операцию планировали лидеры движения Гальварино Апабласа, Маурисио Эрнандес Норамбуэна и Хуан Гутьеррес Фишман, которые планировали убийство Гусмана с 1980-х годов. Несмотря на усилия врачей, Гусман умер через три часа после того, как в него выстрелили.
Возможной причиной убийства стала деятельность Гусмана в Сенате, поскольку он решительно отстаивал отклонение проекта конституционной реформы, которая позволяла президенту республики помиловать террористов. Сестра и племянник Гусмана предполагают, что Мануэль Контрерас и Пиночет спровоцировали ФПМР на его убийство. Согласно этой теории, их мотивом была предполагаемая готовность Гусмана сотрудничать с чилийским правосудием для выяснения нарушений прав человека.
Эрнандес, также известный как «Командир Рамиро», был единственным, кого арестовали и судили за убийство Гусмана. Однако, отсидев менее трех лет в чилийской тюрьме, он сбежал и нашел убежище на Кубе. В 2002 году Эрнандес был арестован в Бразилии за похищение бразильского бизнесмена Вашингтона Оливетто. В настоящее время он отбывает наказание в Чили.
Убийство Гусмана привело к созданию Координационного совета общественной безопасности администрацией Эйлвина 26 апреля 1991 года для нейтрализации агрессивных левых групп, которые не приняли предпосылки чилийского перехода к демократии.

## Политические взгляды
Кроме Хорхе Алессандри, на Гусмана повлияли его преподаватель чилийский юрист Хайме Эйсагирре и бразильский интеллектуал Плинио Корреа де Оливейра. Существует мнение что на взгляды Гусмана также повлиял испанский политик и теоретик Хуан Васкес де Мелла.
Примерно во время переворота 1973 года Гусман познакомился с идеями Милтона Фридмана и Чикагской школы экономики благодаря своим контактам с чикагскими мальчиками, такими как будущий член администрации Пиночета Мигель Каст.
По словам историка Ренато Кристи, при разработке новой конституции Чили Гусман основывал свою работу на концепции pouvoir constituant (учредительная власть), используемой немецким интеллектуалом и правоведом Карлом Шмиттом, а также на идеях рыночного общества Фридриха фон Хайека. Это позволило Гусману создать основу для авторитарного государства с системой свободного рынка. В тех областях, где Гусман был недоволен мыслью Хайека, он нашел альтернативный смысл в книге Майкла Новака «Дух демократического капитализма».
Гусман верил в смертную казнь как в «инструмент очень глубокой реабилитации человеческой души». Будучи глубоко религиозным человеком, он пропагандировал идеи «свободы духа» в противовес «рабству материализма». Для ученых Клаудио Аркероса и Карлоса Фронтауры основными формами материализма для Гусмана были марксистский коллективизм и индивидуализм потребительских обществ. Его этические принципы всегда были тесно связаны с концепциями общего блага, семьи, брака, традиций и национальной идентичности.
В интервью Хуану Пабло Ильянесу 22 января 1987 года Гусман заявил, что вооруженные силы играли ключевую роль в формировании чилийских правительств на протяжении всей истории страны, и если человек хочет быть президентом республики, необходимо наладить переговоры и консенсус как с вооруженными силами, так и с карабинерами Чили, считая этот метод лучше, чем конкурентные и конфронтационные выборы между политическими партиями.
Гусман яростно выступал против легализации абортов, как частичной, так и полной, поскольку он считал аборты неоправданным убийством, а все негативные или болезненные последствия абортов божественным провидением.

## Сочинения
- Guzmán, Jaime (1992). Escritos personales. Santiago de Chile: JGE Ltda. ISBN 956-12-0759-1.
- Guzmán, Jaime (1996). «Derecho Político: Apuntes de las clases del profesor Jaime Guzmán Errázuriz». En Rojas, Gonzalo; Achurra, Marcela; Dussaillant, Patricio, eds. Revista Ciencia Política (Ediciones Universidad Católica de Chile) XIX: 192.